# Puchar Świata w lotach narciarskich 1994/1995
Puchar Świata w lotach narciarskich 1994/1995 – 5. edycja Pucharu Świata w lotach narciarskich (stanowiącego część Pucharu Świata w skokach narciarskich), która rozpoczęła się 18 lutego 1995 w Vikersund, a zakończyła się 25 lutego 1995 w Oberstdorfie. Rozegrano 3 konkursy indywidualne.

## Kalendarz zawodów
| Lp.                                                                  | Data                                                                 | Miejscowość                                                          | Punkt K                                                              | Uwagi                                                                | 1. miejsce         | 2. miejsce     | 3. miejsce    |
| -------------------------------------------------------------------- | -------------------------------------------------------------------- | -------------------------------------------------------------------- | -------------------------------------------------------------------- | -------------------------------------------------------------------- | ------------------ | -------------- | ------------- |
| 1.                                                                   | 18 lutego 1995                                                       | Vikersund                                                            | K-170                                                                | –                                                                    | Andreas Goldberger | Takanobu Okabe | Lasse Ottesen |
| 2.                                                                   | 19 lutego 1995                                                       | Vikersund                                                            | K-170                                                                | –                                                                    | Andreas Goldberger | Takanobu Okabe | Roberto Cecon |
| 3.                                                                   | 25 lutego 1995                                                       | Oberstdorf                                                           | K-182                                                                | –                                                                    | Andreas Goldberger | Roberto Cecon  | Jens Weißflog |
| —                                                                    | 26 lutego 1995                                                       | Oberstdorf                                                           | K-182                                                                | [ a ]                                                                | odwołany           | odwołany       | odwołany      |
| Puchar Świata w lotach narciarskich 1994/1995 – klasyfikacja końcowa | Puchar Świata w lotach narciarskich 1994/1995 – klasyfikacja końcowa | Puchar Świata w lotach narciarskich 1994/1995 – klasyfikacja końcowa | Puchar Świata w lotach narciarskich 1994/1995 – klasyfikacja końcowa | Puchar Świata w lotach narciarskich 1994/1995 – klasyfikacja końcowa | Andreas Goldberger | Takanobu Okabe | Roberto Cecon |

## Klasyfikacja generalna
| Źródło  | Źródło             | Źródło | Źródło |
| Miejsce | Zawodnik           | Punkty |        |
| ------- | ------------------ | ------ | ------ |
| 1.      | Andreas Goldberger | 300    |        |
| 2.      | Takanobu Okabe     | 189    |        |
| 3.      | Roberto Cecon      | 185    |        |
| 4.      | Lasse Ottesen      | 123    |        |
| 5.      | Janne Ahonen       | 100    |        |
| 6.      | Mika Laitinen      | 98     |        |
| 7.      | Kazuyoshi Funaki   | 90     |        |
| 8.      | Jakub Sucháček     | 83     |        |
| 9.      | Zbyněk Krompolc    | 79     |        |
| 10.     | Ari-Pekka Nikkola  | 76     |        |
| 11.     | Jaroslav Sakala    | 75     |        |
| 12.     | Urban Franc        | 64     |        |
| 13.     | Espen Bredesen     | 61     |        |
| 14.     | Jens Weißflog      | 60     |        |
| 15.     | Gerd Siegmund      | 50     |        |
| 16.     | Christof Duffner   | 46     |        |
| 17.     | Nicolas Jean-Prost | 36     |        |
| 17.     | Jin’ya Nishikata   | 36     |        |
| 19.     | Naoto Itō          | 30     |        |
| 20.     | Risto Jussilainen  | 27     |        |
| 21.     | Andreas Scherer    | 25     |        |
| 22.     | Dieter Thoma       | 24     |        |
| 22.     | Bjørn Myrbakken    | 24     |        |
| 24.     | Helge Brendryen    | 22     |        |
| 24.     | Matjaž Kladnik     | 22     |        |
| 26.     | Roar Ljøkelsøy     | 21     |        |
| 27.     | Ralf Gebstedt      | 20     |        |
| 27.     | Samo Gostiša       | 20     |        |
| 29.     | Hiroya Saitō       | 19     |        |
| 30.     | Rico Meinel        | 16     |        |
| 31.     | Toni Nieminen      | 15     |        |
| 32.     | František Jež      | 13     |        |
| 32.     | Naoki Yasuzaki     | 13     |        |
| 32.     | Alf Dyblie         | 13     |        |
| 32.     | Eirik Halvorsen    | 13     |        |
| 36.     | Hansjörg Jäkle     | 11     |        |
| 36.     | Dejan Jekovec      | 11     |        |
| 38.     | Martin Höllwarth   | 9      |        |
| 38.     | Jiří Parma         | 9      |        |
| 40.     | Ingemar Mayr       | 6      |        |
| 41.     | Jostein Smeby      | 5      |        |
| 42.     | Robert Meglič      | 4      |        |
| 42.     | Bruno Reuteler     | 4      |        |
| 44.     | Werner Rathmayr    | 3      |        |
| 44.     | Jaroslav Kahánek   | 3      |        |
| 46.     | Marko Bogataj      | 1      |        |